# Jharkhand
Jharkhand là một bang ở miền Đông Ấn Độ, được tách ra từ miền nam bang Bihar cũ vào ngày 15 tháng 11 năm 2000. Nó tiếp giáp với bang Bihar về phía bắc, Uttar Pradesh và Chhattisgarh về phía tây, Odisha về phía nam, và Tây Bengal về phía đông. Bang này có diện tích 79.710 km2 (30.778 dặm vuông Anh).
Ranchi là thủ phủ, còn Dumka được xem là "thủ phủ thứ hai". Dhanbad là thành phố công nghiệp lớn nhất, trong khi Jamshedpur và Thành phố Thép Bokaro lần lượt là thành phố lớn thứ hai và tư.
Jharkhand là nơi có 40% trữ lượng khoáng sản của toàn Ấn Độ nhưng lại có một nền kinh tế chưa phát triển, với 39,1% dân số ở mức nghèo khó và 19,6% trẻ em dưới năm tuổi bị thiếu ăn. Dân cư chủ yếu sống ở nông thôn với chỉ 24% dân cư sống ở các thành phố.